# Gare de Raismes (Nord)
Gare de Raismes vasútállomás Franciaországban, Raismes településen.

## Vasútvonalak
Az állomást az alábbi vasútvonalak érintik:
- Douai-Blanc-Misseron-vasútvonal

## Kapcsolódó állomások
A vasútállomáshoz az alábbi állomások vannak a legközelebb:
- Gare de Wallers
- Gare de Beuvrages